# Ubly
Ubly is een plaats (village) in de Amerikaanse staat Michigan, en valt bestuurlijk gezien onder Huron County.

## Demografie
Bij de volkstelling in 2000 werd het aantal inwoners vastgesteld op 873.
In 2006 is het aantal inwoners door het United States Census Bureau geschat op 805, een daling van 68 (-7,8%).

## Geografie
Volgens het United States Census Bureau beslaat de plaats een oppervlakte van
2,3 km², geheel bestaande uit land.

## Plaatsen in de nabije omgeving
De onderstaande figuur toont nabijgelegen plaatsen in een straal van 28 km rond Ubly.